# Gesellschaft für Korrosionsschutz
Die Gesellschaft für Korrosionsschutz e. V. (Eigenschreibweise GfKORR) ist ein gemeinnütziger eingetragener Verein mit Sitz in Frankfurt am Main. Aktuell (Stand 2/2019) gehören ihr mehr als 500 Naturwissenschaftler, Ingenieure, Unternehmen, Organisationen und Institute als Mitglieder an.

## Profil
Die GfKORR wurde 1995 durch die Verschmelzung der AGK-Arbeitsgemeinschaft Korrosion e. V. und dem VDKORR-Verein Deutsche Korrosionsfachleute gegründet. Die GfKORR ist seit 1998 Mitglied der Arbeitsgemeinschaft industrieller Forschungsvereinigungen „Otto von Guericke“ e. V. (AiF) und schloss sich mit zwölf weiteren Mitgliedern der AiF zum Kuratorium Korrosionsforschung zusammen.
Die Gesellschaft für Korrosionsschutz ist Mitglied in der AiF sowie der Europäischen Föderation Korrosion (EFC) und der WCO – The World Corrosion Organization.

## Ziele und Aufgaben
Für den Bereich der Korrosion und des Korrosionsschutzes hat sich die GfKORR folgende satzungsgemäße Ziele und Aufgaben gesetzt:
- die Informationsvermittlung,
- Aus- und Weiterbildung,
- den Erfahrungsaustausch für Praktiker,
- Nachwuchsförderung,
- die Förderung der Akkreditierung und Zertifizierung,
- die industrielle Gemeinschaftsforschung,
- die Organisation von Fachtagungen und Weiterbildungskursen,
- Mitarbeit in der Normung,
- die Förderung der Kooperation zwischen fachnahen technisch-wissenschaftlichen Gesellschaften,
- die kompetente fachliche Stellungnahme zu aktuellen Problemen,
- Vertretung in nationalen und internationalen Gremien

## Fachbeirat und Arbeitskreise
Zur operativen und fachlichen Unterstützung bei der Durchführung ihrer Aufgaben bedient sich die Gesellschaft eines Fachbeirates der u. a. über Forschungsprojekte berät und die Arbeit der fachbezogenen Arbeitskreise koordiniert.
Innerhalb der GfKORR gibt es zu allen relevanten Gebieten des Korrosionsschutzes spezifische Arbeitskreise, die in der Regel zweimal pro Jahr tagen.
Folgende Themen werden zurzeit in den Arbeitskreisen behandelt:
| Korrosion und Korrosionsschutz von Aluminium und Magnesium | Korrosionsschutz durch Beschichtungen                |
| Korrosionsschutz in der Elektronik und Mikrosystemtechnik  | Korrosionsfragen in der chemischen Technik           |
| Korrosion und Korrosionsschutz von Eisen und Stahl         | Korrosionsschutz bei erhöhten Temperaturen           |
| Grundlagen und Simulation                                  | Korrosion keramischer Werkstoffe                     |
| Korrosionsuntersuchung und -überwachung                    | Korrosion und Korrosionsschutz von Kupferwerkstoffen |
| GfKORR/STG Gemeinschaftsausschuss Maritime Technik         | Mikrobielle Materialzerstörung und Materialschutz    |
| Korrosion von Polymerwerkstoffen (gemeinsam mit FGK)       | Korrosion und Restaurierung                          |
| Schadensuntersuchung                                       | Werkstoffe und Korrosion in der Energietechnik       |
| Korrosionsschutz von Windenergieanlagen                    | Zink und Zinküberzüge                                |
| Korrosion im konstruktiven Ingenieurbau                    | Einstieg in die Korrosion                            |

## Ausgelobte Preise und Auszeichnungen

### Dr. Klaus-Seppeler-Stiftungspreis
Der Dr. Klaus-Seppeler-Stiftungspreis wurde im Jahr 2005 auf Initiative der Dr. Klaus Seppeler Stiftung zusammen mit der GfKORR ins Leben gerufen, um hervorragende junge Nachwuchskräfte auf dem Gebiet der Korrosion und des Korrosionsschutzes zu fördern. Der mit 2000 Euro dotierte Preis wird jährlich an Doktoranden und Masterstudenten verliehen. Als Jury fungieren Mitglieder des GfKORR-Vorstandes.

### Rahmel-Schwenk-Medaille
Die Rahmel-Schwenk-Medaille der GfKORR wird seit dem Jahr 2000 an herausragende Persönlichkeiten aus Forschung und Industrie verliehen, die sich in besonderer Weise um die wissenschaftliche Förderung der Erforschung und Verbreitung des Wissens um Korrosion und Korrosionsschutz verdient gemacht haben. Namensgeber der Medaille sind Alfred Rahmel und Wilhelm Schwenk, die wegweisende Forschungsarbeiten auf dem Gebiet der Hochtemperaturkorrosion und der elektrolytischen Korrosion geleistet haben.

#### Preisträger
- Martin Stratmann (2016)[5]
- Joachim Göllner (2010)
- Günter Schmitt, Iserlohn (2005)
- Ubbo Gramberg, Leverkusen (2002)
- Michael Schütze, Aschaffenburg (2000)

### Ehrenmitgliedschaft der GfKORR
Die Ehrenmitgliedschaft ist die höchste von der GfKORR vergebene Auszeichnung und wird an Persönlichkeiten verliehen, die sich in besonderer Weise sowohl um die Korrosionsforschung als auch um die Entwicklung der GfKORR verdient gemacht haben.

### Posterpreis
Anlässlich der Jahrestagung der GfKORR findet eine Posterausstellung von Nachwuchswissenschaftlern statt. Das beste Poster wird mit dem GfKORR-Posterpreis geehrt.